# 1098 Hakone
1098 Hakone là một tiểu hành tinh bay quanh Mặt Trời. Ban đầu nó có tên là 1928 RJ. Nó được đặt tên cho thành phố Nhật Bản Hakone, Kanagawa.